# Tallkryplus
Tallkryplus (Pseudopsocus rostocki) är en insektsart som beskrevs av Hermann Julius Kolbe 1882. Tallkryplus ingår i släktet Pseudopsocus, och familjen fransgaffelstövsländor. Arten är reproducerande i Sverige.